# Magnolia martinii
Espèce
Statut de conservation UICN

 LC  : Préoccupation mineure
Magnolia martinii est une espèce de plantes à fleurs de la famille des Magnoliaceae. C'est un arbre originaire d'Asie.

## Description
C'est un arbre.

## Répartition et habitat
Cette espèce est présente en Chine (provinces du Guangdong, Guangxi, Guizhou, Sichuan et Yunnan) et Viêt Nam.